# (6458) Nouda
(6458) Nouda est un astéroïde de la ceinture principale.

## Description
(6458) Nouda est un astéroïde de la ceinture principale. Il fut découvert le 2 octobre 1992 à Geisei par Tsutomu Seki. Il présente une orbite caractérisée par un demi-grand axe de 2,55 UA, une excentricité de 0,15 et une inclinaison de 14,9° par rapport à l'écliptique.

## Compléments